# やざわかりん
やざわ かりん（1988年5月5日 - ）は、日本のAV女優。セレクション所属。

## 略歴・人物
2008年より「やざわかりん」としてデビュー。

## 出演作品

### アダルトビデオ
2008年
- 渋谷にあった 歯科助手がギャルだらけのデンタルクリニック! （8月7日、GARCON）
- 渋谷BLACK VS 名古屋BLACK 無敵の最強ギャルサー渋谷BLACKの前に新たな挑戦者が現る!! （12月4日、GARCON）
- ふたなりレズ 20 （12月15日、イマージュ）
- REAL HIGH SCHOOL GIRL リアル女子高生 （12月25日、ビッグモーカル）…オムニバス作品
- VIVA! 制服JKの尻ずり 3　（12月25日、アロマ企画）…オムニバス作品
- 突然、オナニーの道具にされちゃった僕…。 （12月25日、アロマ企画）…オムニバス作品

2009年
- 女子校生 電マ潮吹き 2 （1月16日、クリスタル映像）…オムニバス作品
- わけもわからず、いきなり、手コかれちゃった僕。High School編 （1月25日、アロマ企画）…オムニバス作品
- デカ尻JKのピストン騎乗位 2 （1月25日、アロマ企画）…オムニバス作品
- 中出し女子校生暴行　モラルをカラダに叩き込んでやる!! （3月25日、ビッグモーカル）…オムニバス作品